# Миссия ассасина
«Миссия Ассасина» (англ. Assassin; дословно — «Убийца») — американский научно-фантастический боевик режиссёра Джесси Атласа в его режиссёрском дебюте в художественном фильме по сценарию Аарона Вульфа и основан на короткометражном фильме Атласа и Вульфа «Пусть умрут, как любовники» (англ. Let Them Die Like Lovers). В США фильм вышел 31 марта 2023 года в ограниченном прокате и в интернете. Последний фильм, в котором снялся Брюс Уиллис, объявивший о завершении карьеры в 2022 году в связи с заболеванием центральной нервной системы.

## Сюжет
Частная военная операция под руководством Валморы изобретает микрочип, который позволяет разуму агента вселяться в тело другого человека для выполнения тайных смертельных миссий. Но когда агента Себастьяна убивают во время секретной миссии, его жена Алекса должна занять его место в попытке привлечь виновного к ответственности.

## В ролях
- Номзамо Мбата — Алекса
- Доминик Перселл — Адриан
- Брюс Уиллис — Валмора
- Мустафа Шакир — Себастьян
- Энди Алло — Мали
- Ханна Куинливан — специальный агент
- Фернанда Андраде — Оливия
- Барри Джей Минофф — Марко
- Евгения Кузьмина — тренер

## Производство
29 апреля 2021 года было объявлено, что Брюс Уиллис сыграет главную роль в триллере «Убийца души» (англ. Soul Assassin), в котором Номзамо Мбата и Доминик Перселл вели переговоры о главной роли. Съёмки начались 15 июня 2021 года в Бессемере, штат Алабама. В июле 2021 года Saban Films приобрела права на распространение фильма. Название фильма было переименовано в «Умереть как любовники» (англ. Die Like Lovers), а затем в его нынешнее название «Убийца» (англ. Assassin).